# Ann Preston

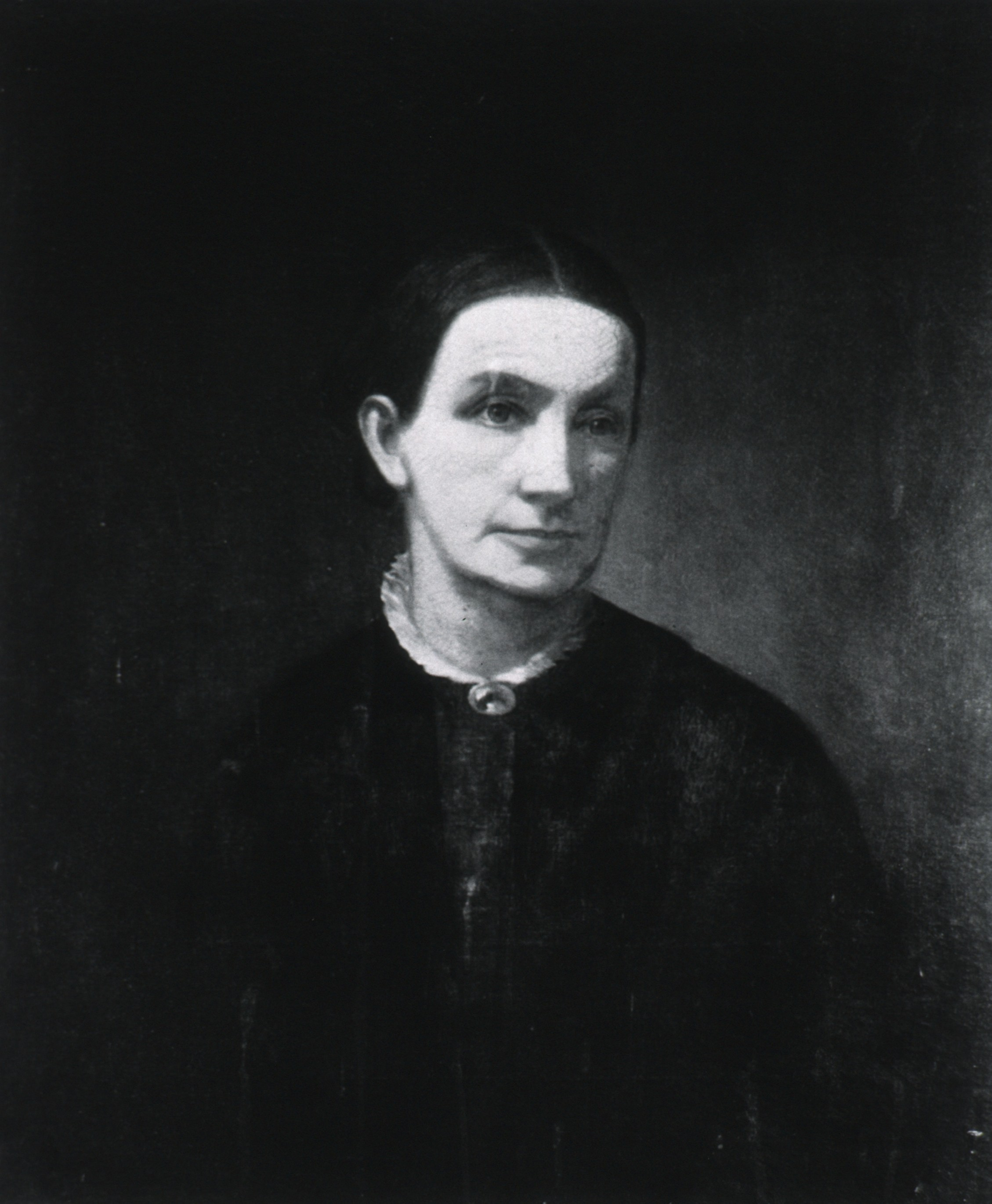
Ann Preston

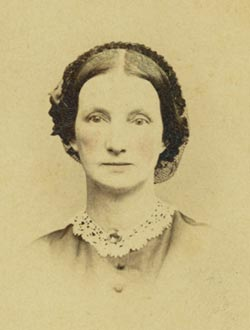
Ann Preston, 1867

Ann Preston (* 1. Dezember 1813 in West Grove, Pennsylvania; † 18. April 1872 in Philadelphia, Pennsylvania) war eine US-amerikanische Ärztin und Pädagogin.  Sie war die erste Dekanin einer medizinischen Fakultät, dem Woman's Medical College of Pennsylvania (WMCP), das als erste medizinische Fakultät der Welt ausschließlich Frauen zuließ.

## Leben und Werk
Preston wuchs in einer Quäker-Familie als zweites von neun Kindern von Amos und Margaret Preston auf. Sie besuchte erst die örtliche Quäkerschule und studierte später einige Zeit in einem Quäker-Internat in West Chester, bis sie durch die Krankheit ihrer Mutter als älteste Tochter die Betreuung der Familie übernahm. Sie besuchte Vorlesungen im örtlichen Lyzeum und wurde Mitglied der Anti-Slavery Society. Die Farm der Familie Preston war als sicherer Ort für entkommene Sklaven bekannt.  1838 nahm sie an dem Treffen in Philadelphia zur Einweihung der Pennsylvania Hall teil, einem Gebäude, das für freie Diskussionen errichtet wurde und diesen gewidmet war. Dieses Gebäude wurde von einer aufgebrachten Menschenmenge in Brand gesetzt und eines der Gedichte von Preston, „The Burning of Pennsylvania Hall“, wurde von dem Brand inspiriert, den sie miterlebte. Dieser Vorfall verschärfte ihre Abneigung gegen die Sklaverei und ihre Befürworter.
In den frühen 1840er Jahren unterrichtete sie in einer Schule ausschließlich Frauen in Hygiene und Physiologie. Von 1847 bis 1849 wurde sie privat bei dem promovierten Arzt Nathaniel Moser in Medizin ausgebildet, da sie als Frau keine Zulassung an medizinischen Fakultäten erhielt. 1850 organisierte eine Gruppe von Geschäftsleuten aus Philadelphia unter der Leitung von dem Quäker William Mullen das Female Medical College in Pennsylvania, die erste derartige Einrichtung der Welt. 1850 begann Preston dort das Medizinstudium und 1851 erhielt sie einen medizinischen Abschluss als eine von acht Frauen, wie auch Hannah Longshore. Dieser Abschluss wurde von über 500 männlichen Medizinstudenten gemobbt und 50 Polizisten aus Philadelphia mussten die Sicherheit der Absolventinnen schützen.
Als Postdoktorandin wurde sie im Frühjahr 1852 an den vakanten Lehrstuhl für Physiologie und Hygiene des Colleges berufen und hielt auch Vorträge über Hygiene in New York City, Baltimore, Philadelphia und anderen Städten. Zu dieser Zeit war es für eine Frau unmöglich, eine Zulassung als Medizinstudentin in einem Krankenhaus in Philadelphia zu erhalten. 1858 sprach sich die Philadelphia Medical Society gegen das Woman's Medical College aus und verbot Frauen in Bildungskliniken und medizinischen Gesellschaften. Die Fakultät des Colleges selbst konnte sich nicht auf den besten Ansatz für die medizinische Ausbildung von Frauen einigen, daher organisierte Preston einen Vorstand aus „Managerinnen“ und wohlhabenden Spendern, um ein Frauenkrankenhaus zu finanzieren und zu betreiben, in dem Studentinnen klinische Erfahrungen sammeln konnten. Das Krankenhaus wurde 1861 eröffnet und 1863 gründete Preston auch eine der ersten Krankenpflegeschulen in den USA. 1866 wurde sie die erste Dekanin des Woman's Medical College und 1867 wurde sie in das College Board gewählt. Sie war entschlossen, die Bildungschancen ihrer Schülerinnen zu verbessern und verhandelte 1868 mit dem Philadelphia Hospital in Blockley, um ihren Schülerinnen den Besuch der dortigen Allgemeinkliniken zu ermöglichen. 1869 traf sie eine ähnliche Vereinbarung mit dem Pennsylvania Hospital, wo ihre Schülerinnen von den männlichen Schülern belästigt wurden, was sie auch selbst miterlebte.

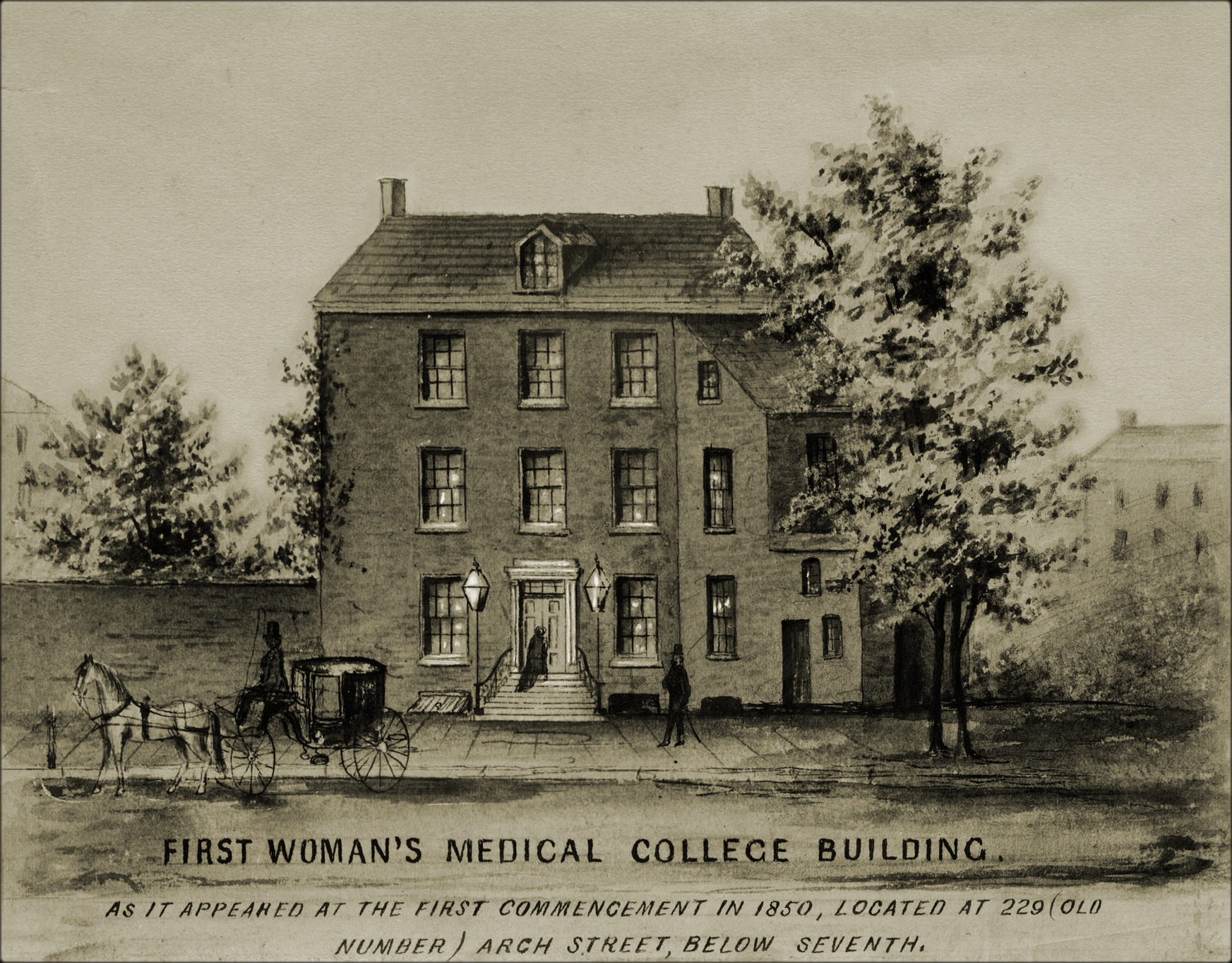
Gebäude des Female Medical College of Pennsylvania, 1850

Preston blieb bis zu ihrem Tod Dekanin und Professorin für Physiologie am Woman's Medical College. Unter ihrer Leitung bildete das College die ersten Afroamerikanerinnen und die ersten indianischen Ärztinnen des Landes sowie die ersten medizinischen Missionare aus. 1862, 1869 und erneut 1871 litt sie an Gelenkrheuma, an dessen Folgen sie 1872 verstarb. Sie überließ ihre medizinischen Instrumente und medizinischen Bücher sowie ihre Ersparnisse dem College. Erst 1888 wurde die erste Frau in die Philadelphia Medical Society aufgenommen.

## Veröffentlichungen (Auswahl)
- Introductory lecture to the class of the Female Medical College of Pennsylvania. Philadelphia: A. Ketterlinus, 1859.
- System of Human Anatomy, General and Special.
- 1849: Cousin Ann's Stories